# إستيل هاريس
إستيل هاريس (بالإنجليزية: Estelle Harris)‏ (4 أبريل 1928 - 2 أبريل 2022)، هي ممثلة أمريكية بدأت مسيرتها الفنية عام 1977.

## وصلات خارجية
- إستيل هاريس على موقع IMDb (الإنجليزية)
- إستيل هاريس على موقع روتن توميتوز (الإنجليزية)
- إستيل هاريس على موقع ألو سيني (الفرنسية)
- إستيل هاريس على موقع ميوزك برينز (الإنجليزية)
- إستيل هاريس على موقع أول موفي (الإنجليزية)
- إستيل هاريس على موقع قاعدة بيانات الأفلام السويدية (السويدية)
- إستيل هاريس على موقع إن إن دي بي (الإنجليزية)
- إستيل هاريس على موقع قاعدة بيانات الفيلم (الإنجليزية)
- إستيل هاريس على موقع كينوبويسك (الروسية)